# 颶風貝里爾 (2024年)
颶風貝里爾（英語：Hurricane Beryl）是一場強大而危險的熱帶氣旋，在巴巴多斯、向風群島、千里達及托巴哥、牙買加、美國等地造成嚴重破壞。貝里爾是 2024年大西洋颶風季的第二個命名風暴、第一場颶風和第一場大型颶風，同時是大西洋有史以來最強的六月颶風。貝里爾由2024年6月28日在佛得角群島西部的低壓區發展而來，該系統在穿過大西洋中部及進入加勒比海時迅速加強。貝里爾更是自1851年有紀錄以來在大西洋風季中最早達到薩菲爾-辛普森颶風等級四級以及五級的風暴，打破颶風丹尼斯及颶風艾米莉於2005年創下的紀錄。成為大西洋風季中有史以來最強的六月颶風，也是有史以來首個於6月在大西洋形成且達到薩菲爾-辛普森颶風等級五級的風暴。
颶風貝里爾在廣泛地區造成影響和傷亡。貝里爾對格林納達北部的卡里亞庫島和小馬提尼克島以及聖文森特和格林納丁斯南部的幾個島嶼（如尤寧島和卡努安島）造成了災難性破壞，當地許多建築物被損壞或摧毀。在委內瑞拉有3人死亡，多人失蹤。尤卡坦半島也遭受了持續的破壞，儘管損失相對較小。在美國德州經歷了極其嚴重的洪水和風災，據報休士頓地區至少有7人死亡。此外，颶風的外圍雨帶也引發了龍捲風爆發。據報道，德克薩斯州、路易斯安那州、阿肯色州、肯塔基州和印第安納州都出現了龍捲風。截至7月25日，已確認共有55人死亡，初步估計損失超過62億美元。

## 氣象歷史
6月25日，一個低氣壓在佛得角群島南方生成，美國海軍研究實驗室給予擾動編號95L。
6月28日下午5時，國家颶風中心將其升格為熱帶低氣壓，給予熱帶氣旋編號02L。晚上11時，國家颶風中心將其升格為熱帶風暴，並命名為貝里爾 (Beryl)。
6月29日下午5時，國家颶風中心將其升格為一級颶風。
6月30日上午5時，國家颶風中心將其升格為二級颶風。上午8時，國家颶風中心將其升格為三級颶風。上午11時35分，國家颶風中心將其升格為四級颶風 。

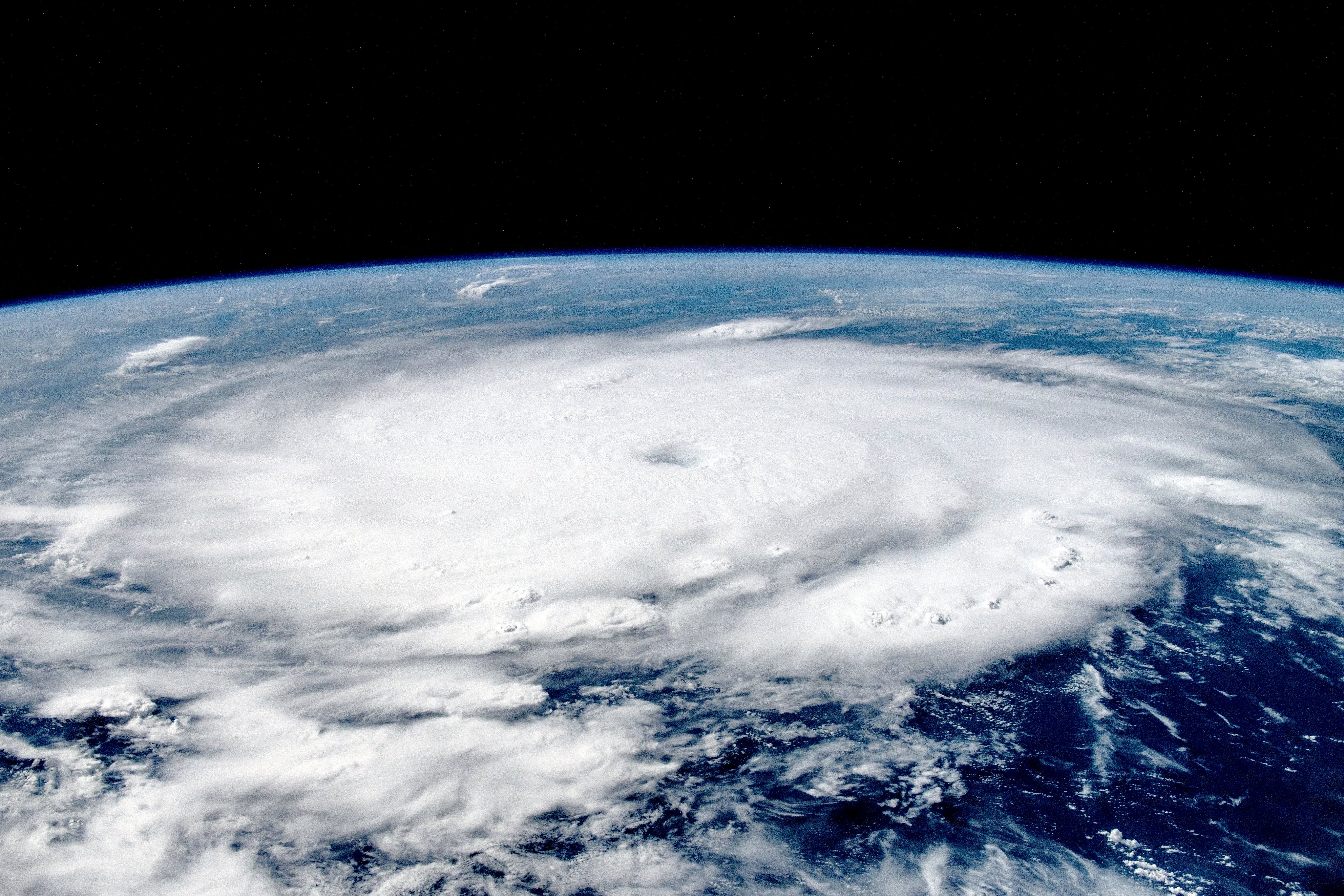
7月1日，在國際太空站俯視所看到的颶風貝里爾

7月1日凌晨2時，國家颶風中心將其降格為三級颶風。上午8時，國家颶風中心再次將其升格為四級颶風。上午11時10分，貝里爾在卡里亞庫島登陸。下午11時，國家颶風中心將其升格為五級颶風。
7月2日下午2時，國家颶風中心將其降格為四級颶風  。
7月4日上午2時，國家颶風中心將其降格為三級颶風。下午2時，國家颶風中心將其降格為二級颶風。下午9時30分，國家颶風中心將其升格為三級颶風。
7月5日上午5時，國家颶風中心將其降格為二級颶風。上午7時05分，貝里爾在尤卡坦半島登陸。上午11時，國家颶風中心將其降格為一級颶風。下午2時，國家颶風中心將其降格為熱帶風暴。
7月7日下午11時，國家颶風中心再度將其升格為一級颶風。
7月8日上午4時，貝里爾在得克薩斯州馬塔哥達縣登陸。上午11時，國家颶風中心將其降格為熱帶風暴。下午8時，國家颶風中心將其降格為熱帶低氣壓。
7月9日上午11時，國家颶風中心表示貝里爾已轉化為一後熱帶氣旋。

## 防災措施

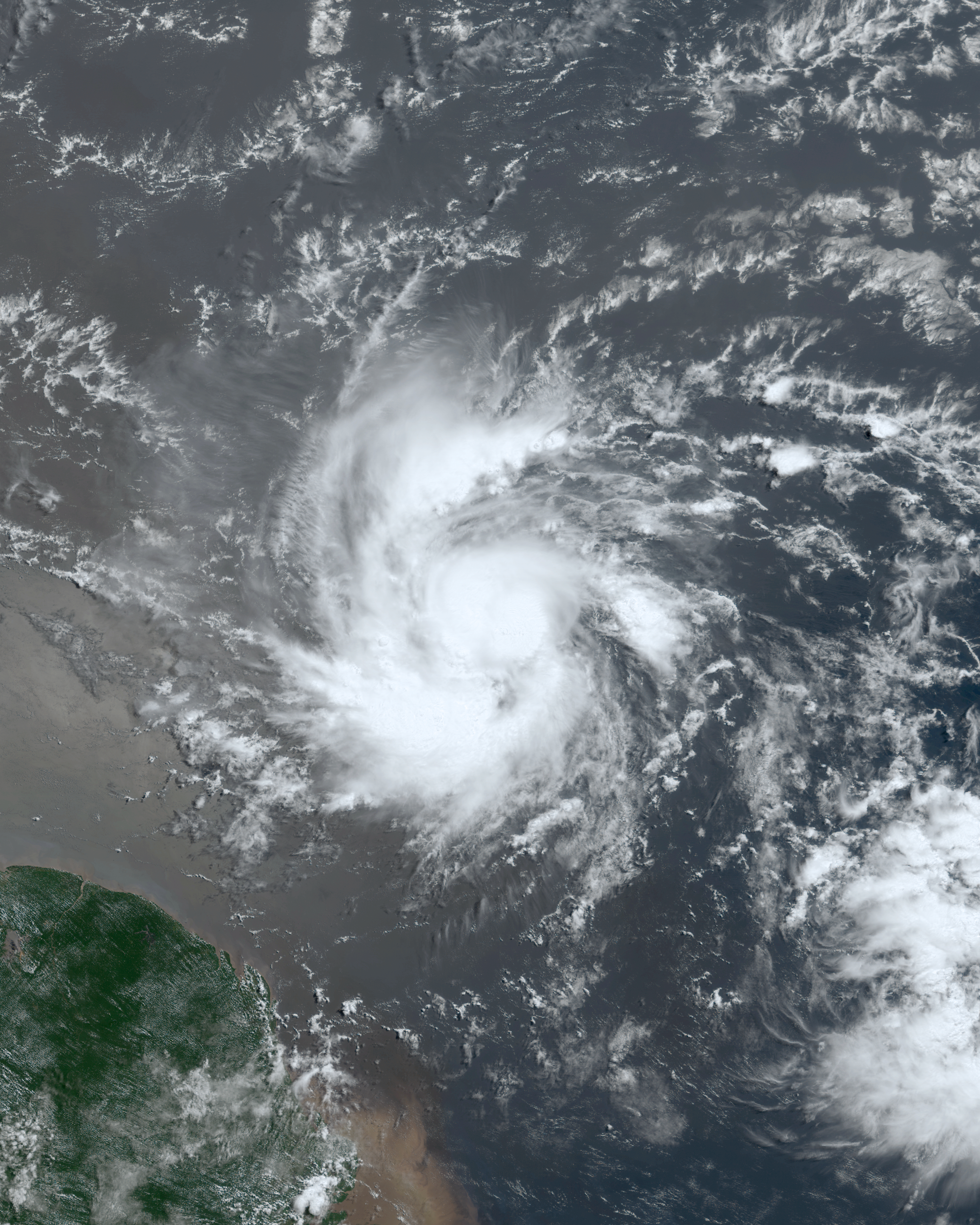
6月29日，位於大西洋且正在增強的熱帶風暴貝里爾

### 小安的列斯群島
隨著颶風貝里爾逼近，不少位於小安的列斯群島的島嶼均收到由美國國家颶風中心發出的熱帶風暴警告或颶風警告。6月29日，聖盧西亞總統因預期颶風貝里爾會對當地造成影響而下令全國進入停擺狀態。聖文森和格林納丁斯亦實行宵禁，禁止當地市民在晚上7點以後外出。預計受颶風影響島嶼的避難所亦對當地市民開放。在6月30日，加勒比海航空決定延後飛往巴巴多斯、格林納達、聖文森特和格林納丁斯等多地的航線。同時格林納達實施了宵禁，禁止市民在晚上7時後外出。當地總督丝茜尔·拉格雷纳德亦宣佈當地進入為期一周的緊急狀態。一場預計在7月3日至5日於格林納達舉行的加勒比共同體會議亦因颶風的影響而取消。聖文森和格林納斯丁實施宵禁，所有政府機構於晚上7時關閉。當地的避難所亦在6月29日開放，超過1100人使用避難所 。
多巴哥進入緊急狀態。特立尼達和多巴哥的渡輪安排亦做出調整，所有於7月1日前往多巴哥的渡輪均被取消。當地所有學校均在7月1日關閉，同時有145人使用當地的避難所。

### 大安的列斯群島
7月1日，美國國家颶風中心對牙買加發布颶風警告。牙買加災害風險協調委員會亦在當地召開。在聖安斯貝，所有國營及附屬地區機構均已啟動。諾曼·曼利國際機場和桑斯特國際機場都在7月3日關閉。牙買加政府同時在7月3日在全國實施宵禁。當地的廣告牌也被拆除。原定於7月6日舉行的牙買加環球小姐加冕典禮亦受到風暴影響而要推遲。
多明尼加共和國和海地的南部海岸均收到美國國家颶風中心發出的熱帶風暴警告。隨著颶風貝里爾逼近，海地的人道主義機構予海地當地政府保持密切聯繫。兩條美國航空飛往多明尼加共和國的航線因風暴逼近而取消。多明尼加共和國啟動了國家雲層警告。
在7月2日，美國國家颶風中心對開曼群島發布颶風警告。達美航空、聯合航空及加拿大航空均調整了7月2日至4日航班安排，以協助島嶼上的撤離行動。其中就包括增加飛往邁亞密的航班。
挪威郵輪、嘉年華郵輪及迪士尼郵輪都調整了郵輪路線以避免受風暴影響。

### 墨西哥
7月1日，墨西哥政府對金塔納羅奧州發布藍色警報，為颶風貝里爾作出準備。7月2日，尤卡坦州政府開放當地2000間避難所。在58所避難所中，一共有2200人使用。墨西哥政府在半島調動了4900名軍人。7月3日，美國國家颶風中心對尤卡坦半島東半部發布颶風警告。在金塔納羅奧州和尤卡坦州，所有學校都關閉。同時，坎昆國際機場取消了超過100條航線。

### 美國
7月3日，德州卡梅倫縣當局向當地三個拖車停車場的使用者發佈自願撤離令。原定於7月6日在愛丁堡舉行的Texas Cook'Em High Steaks活動及於聖貝尼托舉行的ResacaFest活動需要延期舉行。法爾菲里厄斯市則允許當地居民透過裝填沙袋來免除未繳納的罰款。在科珀斯克里斯蒂，當地居民放置超過10000個沙袋以用於防洪。幾家石油公司將在得克薩斯州沿岸石油鑽井平台工作的員工撤出。里菲吉奧縣縣法官下令強制撤離，表示經過2017年哈維的吹襲後，不想再冒任何風險。7月7日，聯邦緊急事務管理署啟動國家回應協調中心。美鐵於7月8日往返得克薩斯州朗維尤和聖路易斯的德州之鷹號列車亦被取消 ，同時所有往南行駛的列車也在聖路易斯被截停。得州有121个县进入灾难状态，当地超过48万用户断电。

## 影響

### 小安的列斯群島
在巴巴多斯，風暴造成一人死亡。當地不少房屋的屋頂、樹木及電線桿都受到破壞。在千里達島的北邊及東邊，有大範圍停電發生。而在島嶼北半部亦有洪災發生 。
法國電力公司指出當地至少有10000戶家庭失去電力供應。在法蘭西堡，當地水浸水位達到一個膝蓋的高度。
聖文森島受到時速達140英里每小時(230公里每小時)的暴風吹襲,同時引發風暴潮。全國多地均有房屋遭到破壞。在金斯頓，有兩所學校和一所教堂遭到破壞。在尤寧島，超過90%建築遭受破壞 ，風暴在當地至少造成1人死亡。
受風暴影響，卡里亞庫島和小馬提尼克島均沒有電力供應，這導致這些島嶼無法持續和外界聯繫。島嶼上的房屋都受到極其嚴重的破壞。在全國範圍有超過95%的居民沒有電力供應。在聖喬治，有1人因風暴死亡。在全國範圍，至少4人死亡。國際移民組織在加勒比指出它們在風暴吹襲之後無法跟格林納丁斯、卡里亞庫及小馬提尼克島取得任何聯繫，該情況維持數個小時。
根據初步估算，颶風貝里爾至少造成10億美元的損失。世界衛生組織稱聖文森特及格林納斯丁有1032人需要撤離，格林納達有2500人，而在特立尼達和多巴哥也有129人是要处理撤离。

### 委內瑞拉
飓风贝丽尔导致苏克雷州洪水泛滥，至少有3人死亡，4人失踪，超过8000所房屋受损。委内瑞拉副总统等官员也在视察灾区时受伤。

### 大安的列斯群島
颶風貝里爾為多米尼加共和國帶來強風和巨浪，使當地89人流離失所並導致57條渡槽服務中斷。在聖多明各的美州公路上，由巨浪帶來的破壞隨處可見。在新城附近，由風暴潮帶來的洪水使交通堵塞。在博卡奇卡，多個沿岸的商店被巨浪破壞，另外有三棟房屋受損。
貝里爾在7月3日掠過牙買加南岸，帶來強風和豪雨，最少造成1人死亡，另外一人則是被洪水沖走而失蹤。牙買加公共服務公司表示當地超過40萬人沒有電力供應。在金斯頓，金斯頓諾曼曼利國際機場旅客登機碼頭的一小部分屋頂受損。金斯頓當地的電力供應亦都中斷。
在開曼群島，超過5000人失去電力供應。在島嶼上亦有洪水和泥石流發生。

### 墨西哥
在7月5日，隨著貝里爾登陸，金塔納羅奧州圖盧姆當地的房屋屋頂受到輕微的破壞。共有5人在家中受到洪水圍困，隨後被救出。在圖盧姆的科蘇梅爾島和穆赫雷斯島,當地的電力供應中斷。

### 美國
隨著風暴登陸，美國德州東部、路易斯安那州南部和阿肯色州南部均有因風暴引發的龍捲風發生。根據報道，當地已有數個強勁的龍捲風發生。在德州賈斯珀和路易斯安那州鋪萊森特希爾均有龍捲風發生。

7月8日，雷達圖像顯示貝里爾在德州馬塔哥達縣登陸

#### 得克薩斯州
隨著貝里爾在德州登陸，休斯敦直接受到風暴眼墻影響。超過270萬人失去電力供應。在風暴影響當地期間一名53歲男子在家中被一棵橡樹擊中身亡，其家人也在房屋裡，均沒有受傷。在休斯敦北部的黃松森林附近，一名74歲女子也因在家中被一棵樹擊中而死亡。在休斯敦東南部，一名約50歲的婦女因家中著火而不幸身亡。休斯敦警察局一名文職僱員的汽車在45號州際公路附近的休斯敦大道被淹沒後身亡。本德堡縣有兩人溺水身亡，一名男子在駕駛拖拉機時被倒下的樹擊中身亡。有兩場龍捲風在博蒙特發生，其中一場對當地房屋屋頂造成破壞。另一場龍捲風這經過延普森鎮，導致當地的道路無法通行，一人因此被困。

#### 路易斯安那州
隨著貝里爾登陸，路易斯安那州卡梅倫堂區查爾斯湖部分道路沿線的LA27和LA82均有瓦礫堆積和強降雨發生。隨著風暴向內陸移動，路易斯安那州西北部受惡劣天氣影響，當地發佈龍捲風警報，同時有停電情況發生。在本頓，一名住在移動房屋的女子因樹倒下擊中其居住的移動房屋而死亡。當地官員證實龍捲風襲擊了薩賓堂區，在普萊森特希爾以東的高速公路有漏油事件發生。美國電力公司表示在路易斯安那州西北部有20000名用戶失去電力供應。

#### 密西西比河谷
貝里爾減弱為熱帶低氣壓時影響阿肯色州，為當地帶來大雨。阿肯色州的格蘭特縣錄得最高雨量，達到8英吋(200毫米)。普瓦斯基縣小石城大都會區降雨量超過2英吋(51毫米)，而該縣最大降雨量則在芬代爾地區錄得，有7.31英吋(186毫米)。雖然貝里爾已減弱為熱帶低氣壓，但仍為阿肯色州帶來熱帶風暴級的陣風，最大陣風在多德裡奇錄得，達47英里每小時(76公里每小時)。阿肯色州南部地區亦有多個龍捲風警告生效，三個達到改良藤田級數EF1級和1個達到EF0級的龍捲風被確認在該州分發生。當地近14000人沒有電力供應。
在密蘇里州，洪水警戒在密西西比河、密蘇里河和州分的其他地區生效，當中包括奧沙克湖。由於貝里爾帶來暴雨，聖路易紅雀隊和堪薩斯城皇家隊之間的比賽需要重新安排。聖路易斯有洪水和暴雨發生。

#### 俄亥俄谷
貝里爾為印第安納州北部帶來超過4英吋(200毫米)的雨量。7月9日，貝里爾的殘餘催生出一個長移動距離的超級單體風暴，在肯塔基州西部和印第安納州西南部產生出6場龍捲風。首兩場達到改良藤田級數EF1級的龍捲風在肯塔基州著陸，在當地造成破壞。超級單體風暴橫過印第安納州俄亥俄河時催生出一場達改良藤田級數EF3級的龍捲風，在當地工業區造成嚴重破壞，同時在芒特弗農東部導致一列火車脫軌。超級單體風暴之後再催生出兩場EF1級龍捲風和一場EF2級龍捲風。單體風暴在杜布雷和印第安納州肖爾斯附近產生了一場EF0級龍捲風 。由於貝里爾帶來強降雨，俄亥俄河谷附近除了有洪水警報、警戒和報告之外，還發布了幾項龍捲風警戒。在伊利諾伊州，貝里爾帶來達40英里每小時的陣風，在科爾斯縣紀念機場測得的陣風最為強烈，達到45英里每小時。杜佩奇縣則發佈了洪水警戒。該州許多田地，尤其是位於該州南部的的田地都遭洪水淹沒。該州大部分地區都有2-4英吋的降雨量。

### 五大湖
當風暴的殘餘移到密西根州下半島時，該州分有34個縣發佈了洪水警戒，8個縣則發佈了洪水警告。密西根州西南部及中部的強降雨導致局部地區停電、山洪暴發及一些輕微破壞。該州的最高雨量在傑納西縣里奇菲爾德鎮區錄得，達到7.06英吋(179毫米)。而伯頓錄得的最高降雨量則為6.79英吋(172毫米)。
在其他地方，如卡爾霍恩縣馬歇爾的最高降雨量則為 5.95 英吋（151 毫米）。
在西紐約州，超過25000名用戶失去電力供應。共有7場龍捲風被確認在該州發生，其中一場達到藤田級數EF2級的龍捲風在埃登附近摧毀了幾個農場設施 。其他三場龍捲風達到EF1級，兩場達到EF0級，一場為EFU級。在紐約洛薇爾錄得單日降雨量6.02英吋(153毫米)，打破當地最高單日降雨量的記錄。

## 事後
颶風掠過加勒比海後，聯合國調集了400萬美元援助。同時，加拿大政府提供了120萬美元的人道援助。

## 紀錄
颶風貝里爾同時創下了多項有關大西洋熱帶氣旋的記錄。(所有記錄均由1851年開始記錄且僅限於北大西洋海域)
| 範疇                                       | 新記錄          | 舊記錄                             | 資料            |
| ------------------------------------------ | --------------- | ---------------------------------- | --------------- |
| 有史以來於風季初期內在最東邊形成的颶風     | 49.3°W, 6月29日 | 58.9°W, 1933年6月27日 特立尼達颶風 | [ 138 ] [ 139 ] |
| 有史以來于風季初期內在最東邊形成的三級颶風 | 53.9°W, 6月30日 | 54.1°W, 1996年7月7日 颶風伯莎      | [ 138 ] [ 140 ] |
| 有史以來最早增強為四級颶風的風暴           | 6月30日         | 2005年7月8日, 颶風丹尼斯           | [ 138 ] [ 141 ] |
| 有史以來最早增強為五級颶風的風暴           | 7月1日          | 2005年7月15日, 颶風艾米莉          | [ 142 ]         |
| 在8月1日前，產生最多ACE的單個風暴          | 颶風貝里爾      | 颶風艾米莉                         | [ 143 ]         |

颶風貝里爾成為首個在6月於北大西洋主要發展區域經歷快速增強週期的風暴。同時，貝里爾只用了42小時就由熱帶風暴增強為五級颶風，據了解，只有另外六場颶風有這樣快的增強速度。而貝里爾是當中唯一一場風暴在九月前就有如此快的增強速度。根據氣候與環境科學實驗室計劃ClimaMeter的分析，氣候變化加劇了貝里爾帶來的極端強風和強降雨。然而，自然气候变率与变化，特別是太平洋十年濤動和大西洋多年代際振蕩也可能發揮了作用。